# Florindo Andreolli
Florindo Andreolli (Bellombra, 24 settembre 1925 – Bellombra, 18 aprile 1995) è stato un tenore italiano.

## Biografia

### Gli inizi
Considerato un tenore lirico "dotato di innata musicalità e dotato d'una vocalità tecnicamente solidissima", studiò canto con Rosetta Pampanini, perfezionandosi con Gilda Dalla Rizza. Debuttò come Florio Andreolli il 13 gennaio 1951 al Teatro la Fenice di Venezia nel ruolo di Pinellino nell'opera di Giacomo Puccini, Gianni Schicchi, diretto da Oliviero De Fabritiis con Afro Poli. Diede così inizio ad un'importante carriera con un vasto repertorio, prevalentemente di seconde parti.

### La Rai
Nel 1953 venne scritturato dalla RAI di Milano per una serie di opere, sia per la radio, che la televisione. Diede così inizio ad una significativa collaborazione con la TV pubblica, collaborazione che proseguirà fino al 1977 con 42 titoli, dall'opera ottocentesca di Giacomo Puccini, de La cambiale di matrimonio, all'opera verista di Andrea Chénier e a lavori contemporanei come Il cappello di paglia di Firenze di Nino Rota.

### Teatro Massimo di Palermo, Milano, Tel Aviv, Lione
Nello stesso anno debuttò al Teatro Massimo di Palermo nel ruolo di Paolino nell'opera, Il matrimonio segreto, di Domenico Cimarosa, esibendosi poi nei principali teatri italiani, compresa la Scala, ed anche esteri, di quali vanno ricordati il ruolo di Nemorino nell' Elisir d'amore, di Gaetano Donizetti, a Tel Aviv e l'Arlecchino nei Pagliacci, del Leoncavallo, al Grand Théâtre di Lione.

### La Fenice, Teatro Verdi di Trieste, Schwehtzingen, Venezia
Ancora per la Fenice nel 1954 è la voce uno dei due Fauni nell'opera lirica, Arianna del Benedetto Marcello, diretta da Gianandrea Gavazzeni al Teatro Verde dell'Isola di San Giorgio Maggiore, con Antonietta Stella e Nicola Filacuridi. Nel 1955 interpreta il personaggio di Joe ne, La fanciulla del West , di Giacomo Puccini, con Elisabetta Barbato, Gian Giacomo Guelfi, Franco Corelli ed Ivo Vinco ed Un Cantante ne Il cavaliere della rosa, di Richard Strauss,
Nel 1955 debutta al Teatro Verdi di Trieste nel ruolo di Joe ne La fanciulla del West diretto da Franco Capuana con Gigliola Frazzoni, Guelfi, Corelli ed Eno Mucchiutti.
Alla Fenice nel 1956 interpreta il ruolo di Felice ne, Il cappello di paglia di Firenze, opera di Nino Rota, con Mariella Adani, il Folletto ne La vedova scaltra, del compositore italiano, Wolf-Ferrari, con Magda Olivero ed Enrico Campi, Beppe nei Pagliacci anche questa diretta da Ermanno Wolf-Ferrari, Il Marinaio nell'opera, Maria Egiziaca del Respighi e diretta da Ettore Gracis, Mingone ne L'amante di tutte di Baldassare Galuppi, diretta da Virgilio Mortari con Ilva Ligabue in tournée a Schwehtzingen e a Venezia, l' El Capitano ne La Passione di Gian Francesco Malipiero con Alfredo Kraus, nel 1957 l'Innocente nell'opera, Boris Godunov  diretta da Tullio Serafin con Nicola Rossi-Lemeni e Pang nella Turandot diretta da Franco Ghione e nel 1958 Dona Cate Panciana ne Il campiello con Sesto Bruscantini.

### Il debutto alla Scala di Milano
Alla Scala debutta nel 1958 interpretando il ruolo della zanzara nella prima italiana di La volpe astuta di Leoš Janáček, diretta da Nino Sanzogno, con Dino Dondi, Paolo Montarsolo, Angelo Mercuriali, Mariella Adani, Luigi Alva e Giuseppe Nessi, seguito da Poisson nell'opera Adriana Lecouvreur diretta da Gavazzeni con Giuseppe Campora, Mario Carlin, la Olivero ed Oralia Domínguez e da Felice nella prima di Il cappello di paglia di Firenze alla Piccola Scala con Alvinio Misciano, Giorgio Tadeo e Jolanda Gardino, nel 1959 interpreta Parpignol nella prima di La bohème diretto da Antonino Votto con Gianni Raimondi, Ettore Bastianini, Boris Christoff e Renata Scotto, un Notaro nella prima di Don Pasquale con Rolando Panerai e Graziella Sciutti, un Musico nella prima di Il cordovano di Goffredo Petrassi con Fiorenza Cossotto ed Il banditore del coprifuoco nella prima assoluta di La scuola delle mogli di Virgilio Mortari diretto da Bruno Bartoletti, nel 1962 Bardolfo nel Falstaff di Giuseppe Verdi con Wladimiro Ganzarolli, Piero De Palma, Gabriella Tucci e Fedora Barbieri, nel 1970 interpreta Pong nella prima di Turandot con Birgit Nilsson e Mirella Freni, nel 1973, Missail nella prima di Boris Godunov con Nicolai Ghiaurov e Bruna Baglioni, il 7 dicembre 1979 sempre il personaggio di Missail in Boris Godunov, nella serata d'inaugurazione della stagione d'opera diretta da Claudio Abbado con Alida Ferrarini, Nikola Gjuzelev, Lucia Valentini Terrani e Ruggero Raimondi, nel 1981 Peppe nella prima di Pagliacci diretto da Georges Prêtre con Plácido Domingo e Juan Pons e Lo scrivano nella prima di Chovanščina con Elena Souliotis, il 7 dicembre 1983 Pong in Turandot nella serata d'inaugurazione della stagione d'opera diretto da Lorin Maazel con Ghena Dimitrova, Nicola Martinucci e Katia Ricciarelli e nel 1985 Momo nella prima di Orfeo con Mariana Nicolesco, Susanna Rigacci e William Matteuzzi. Per la Scala canta fino al 1989 quando interpreta Pang nella Turandot al Palazzo di Stato del Cremlino con Paul Plishka/Carlo Colombara, Lando Bartolini e Daniela Dessì.
Ancora a Trieste nel 1958 è Domenico Kirlatos in Monte Ivnòr di Lodovico Rocca con Piero Guelfi.

### Palmares
Importante, per lo più in ruoli di secondo piano, fu anche l'attività discografica, con le principali etichette discografiche, Decca, EMI, Cetra, RCA, Cbs - Sony, a fianco di famosi cantanti come Luciano Pavarotti, Plácido Domingo, Alfredo Kraus, Jon Vickers, Leo Nucci, Joan Sutherland, Renata Scotto, Nicolai Ghiaurov sotto la direzione di importanti direttori d'orchestra: Tullio Serafin, John Barbirolli, Lorin Maazel, James Levine, Riccardo Chailly.
Artista versatile, possedeva un vasto repertorio, dal compositore napoletano Giovanni Paisiello al compositore tedesco Carl Orff, comprendente ben 121 opere cantate in italiano, francese, russo e tedesco per un totale di 152 personaggi, in quanto in alcune interpretava più ruoli: ad esempio ne I racconti di Hoffmann ne sosteneva ben quattro. È Beppe nei Pagliacci, un film del 1982. L'ultima sua apparizione fu nella stagione 1994 al Teatro Regio di Parma come Missail nel Boris Godunov, una sue delle parti preferite.

## Discografia parziale
- Puccini, La Fanciulla del West - Angelo Mercuriali/Antonio Costantino/Birgit Nilsson/Coro del Teatro alla Scala/Dino Formichini/Florindo Andreolli/Gabriella Carturan/Joao Gibin/Lovro Von Matacic/Orchestra del Teatro alla Scala/Renato Ercolani/Walter Legge, 1991 EMI/Warner